# Championnats d'Europe de beach-volley 2007
 (janvier 2025).
Si vous disposez d'ouvrages ou d'articles de référence ou si vous connaissez des sites web de qualité traitant du thème abordé ici, merci de compléter l'article en donnant les références utiles à sa vérifiabilité et en les liant à la section « Notes et références ».
Navigation
Édition précédente Édition suivante
Les championnats d'Europe de beach-volley 2007, quinzième édition des championnats d'Europe de beach-volley, ont eu lieu du 24 au 26 juin 2007 à Valence, en Espagne. Il est remporté par les Autrichiens Clemens Doppler et Peter Gartmayer chez les hommes et par les Grecques Vassilikí Arvaníti et Vasso Karadassiou chez les femmes.